# Ломницки-Штит
Ломницки-Штит (словац. Lomnický štít) — гора в Высоких Татрах. Её высота над уровнем моря составляет 2634 м. Название горы происходит от местечка Татранска Ломница у её подножья. Штит по-словацки означает «щит», «пик», «вершина».
Раньше гору часто называли «Dedo» (дед) и считали её самой высокой горой Высоких Татр.
На вершине горы располагается обсерватория Ломницкий Штит.

## История
В 1793 году английский путешественник Роберт Таунсон впервые открыл вершину, которая позднее получила название Ломницкий штит. Он измерил высоту пика 2633 метра, что отличалось всего на один метр от фактической высоты 2634 метра над уровнем моря. До того, как вершина была названа Ломницкий штит, ее называли различными прозвищами, такими как “Отец”, “Крестный отец”, “Царская гора” или “Принцесса Татра. Считалось, что это самая высокая вершина горного массива Высоких Татр.
Первое зимнее восхождение на вершину было совершено в 1891 году. Однако с 1940 года до вершины можно добраться на фуникулере. Канатная дорога была создана для ограниченного числа посетителей, и каждому посетителю разрешалось находиться на вершине всего 50 минут. В настоящее время количество посетителей, разрешенных на вершину, увеличено, но время пребывания на ней ограничено 15 минутами. Вместе с канатной дорогой в 1940 году были построены метеорологическая станция и обсерватория.